# Leucadendron teretifolium
Leucadendron teretifolium là một loài thực vật có hoa trong họ Quắn hoa. Loài này được I.A. Williams miêu tả khoa học đầu tiên năm 1967.